# 羅巴鋸蓋魚
羅巴鋸蓋魚為輻鰭魚綱鱸形目鱸亞目鋸蓋魚科的一種，分布於東太平洋墨西哥加利福尼亞灣至哥倫比亞北部淡水、半鹹水及海域，體長可達34.5公分，棲息在河口及河川下游底層水域，屬肉食性，以甲殼類、軟體動物及魚類為食，生活習性不明，可做為食用魚及遊釣魚。